# Guillaume de Marcillat
Guillaume de Marcillat (kolem 1470, Indre, Francie – 1529, Arezzo, Itálie) byl francouzský malíř. Narodil se v La Châtre ve francouzském departmentu Indre patřící k regionu Centre-Val de Loire kolem roku 1470. V roce 1509 odcestoval do Říma kde pracoval pro papeže Julia II. a Lva X. ve Vatikánu v římské bazilice Santa Maria del Popolo, kde vytvořil dvě vitrážová okna. V roce 1515 byl povolán kardinálem Silviem Passerinim do Cortony v Toskánsku. Guillaume de Marcillat tam založil dílnu která vytvářela vitráže pro katedrálu Madonna del Calcinaio. Od roku 1519 žil v Arezzu, kde vytvářel vitrážová okna pro katedrálu v Arezzu a baziliku San Francesco. Maloval také fresky s biblickými tématy pro katedrálu v Arezzu.

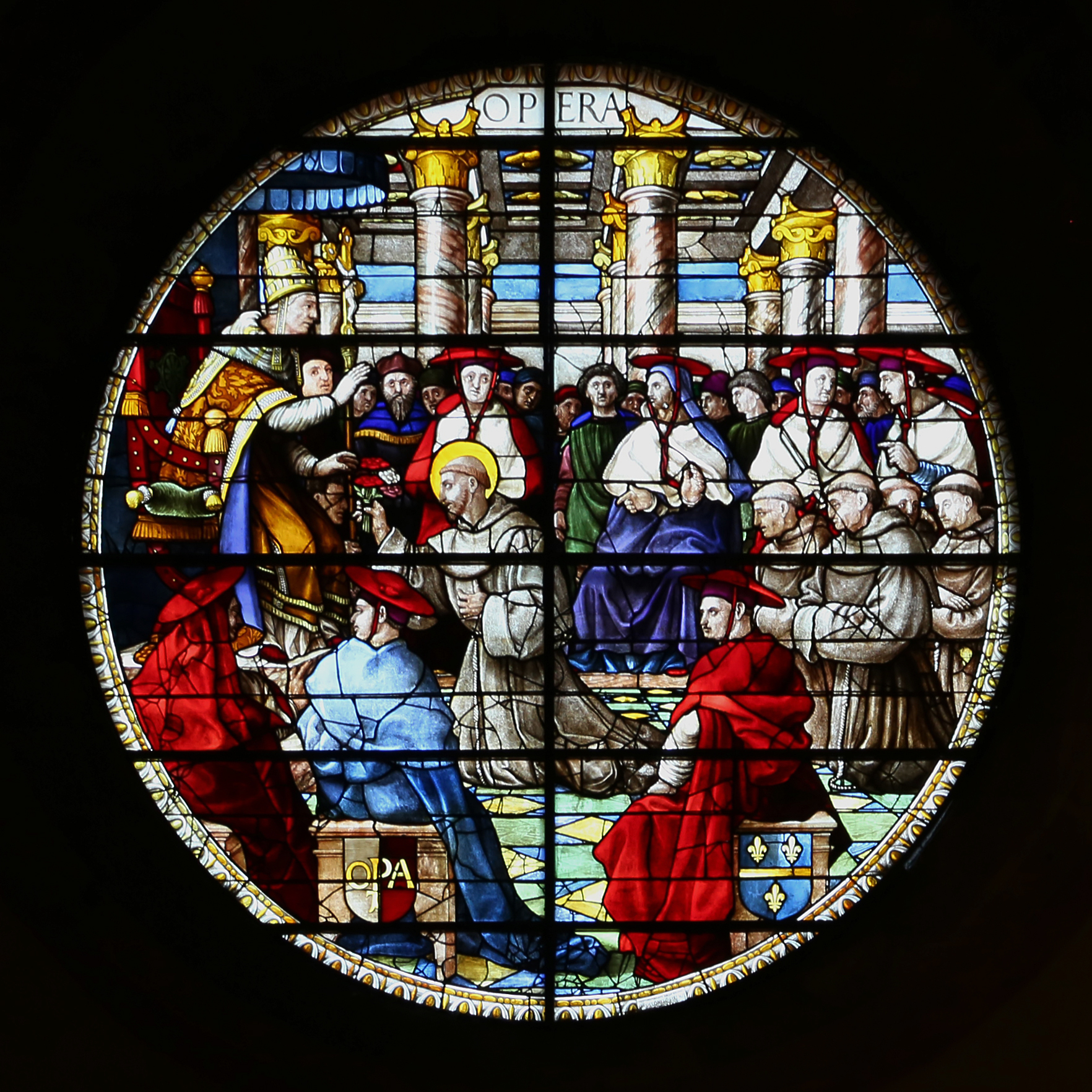
Mozaikové okno v bazilice San Francesco, Arezzo, Itálie, autor Guillaume de Marcillat